# Brigitte Bardot
Brigitte Anne Marie Bardot, anche conosciuta come B.B. (Parigi, 28 settembre 1934), è un'attrice, ex modella, cantante e attivista francese.
Dopo gli esordi come danzatrice classica, diviene prima modella, posando per svariate copertine di riviste di moda, quindi attrice e infine, dal 1962, anche cantante. Negli anni del successo si consacrò come un'icona sexy. Dal 1962, inoltre, è un'attivista per i diritti degli animali, attività che l'ha assorbita completamente a partire dal suo abbandono del cinema avvenuto nel 1973.

## Biografia

### Infanzia
Figlia dell'industriale Louis "Pilou" Bardot (1896-1975) e di Anne-Marie Mucel (1912-1978), i genitori impartiscono a lei e alla sorella Marie-Jeanne un'educazione severa. L'infanzia di Brigitte non è molto felice: la madre dimostra una spiccata preferenza per la sorella minore e lei soffre di ambliopia, che non le permette di vedere attraverso l'occhio sinistro. I suoi unici momenti di gioia sono quelli passati a studiare danza classica. Già all'età di 7 anni inizia a muovere i primi passi e a 15 anni è iscritta al Conservatorio di Parigi. Il padre è un grande appassionato di cinema e realizza molti filmati amatoriali con protagonista la figlia, mentre la madre è appassionata di moda e danza. Frequentano il mondo alto-borghese, che comprende non solo industriali ma anche artisti e personalità della cultura.
Hélène Lazareff, direttrice della rivista Elle e amica della madre decide di ingaggiarla per dei servizi fotografici di moda per adolescenti e Brigitte diventa ben presto la mascotte della rivista comparendo spesso anche in copertina. Grazie a queste foto viene notata dal regista Marc Allégret, il quale riesce a organizzare un incontro con la ragazza, nonostante la forte opposizione dei suoi genitori. A questo incontro è presente anche il giovane assistente Roger Vadim. Il film non va in porto ma tra Brigitte e Roger nasce un amore e, sebbene i genitori di lei siano fortemente contrari alla relazione, l'unica cosa che ottengono è che la ragazza potrà sposarsi solo dopo aver raggiunto i 18 anni, e non prima.

### Cinema

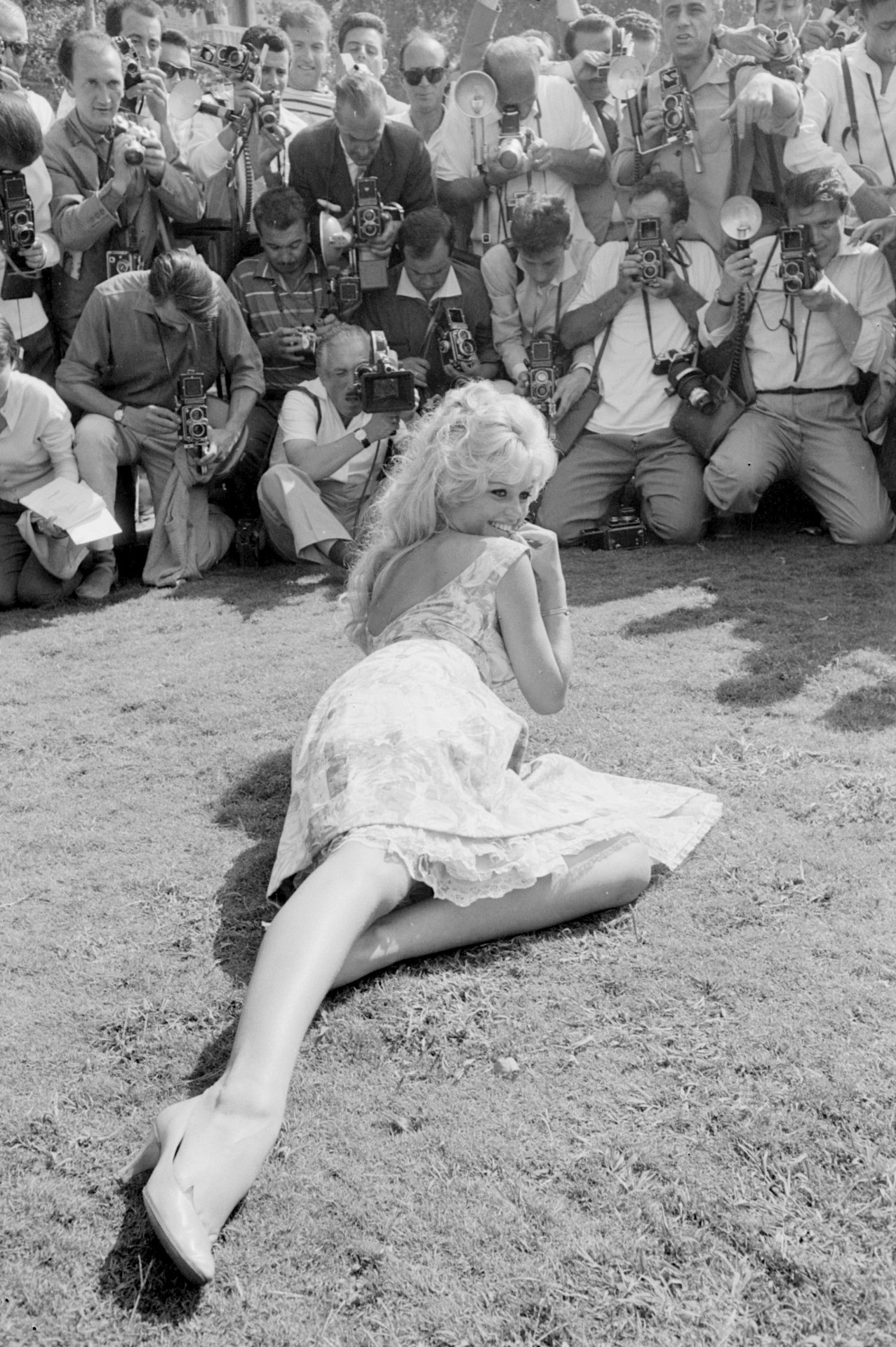
Brigitte Bardot alla Mostra internazionale d'arte cinematografica di Venezia (1958)

La sua prima apparizione sul grande schermo risale al 1952 con il film Le Trou normand. La prima esperienza non si rivela facile per l'attrice, che ha accettato solo per il compenso di 200.000 franchi francesi, ciononostante accetta un nuovo film dove è già protagonista: Manina ragazza senza veli.
Pur in un periodo di grande sviluppo del cinema europeo, la sua ascesa è comunque straordinaria: è una delle poche attrici europee a catturare l'attenzione dei mass media negli Stati Uniti d'America. Lei e Marilyn Monroe diventano icone della sessualità femminile degli anni cinquanta e degli anni sessanta e ogni sua apparizione pubblica negli Stati Uniti d'America viene seguita dai mass media. Proprio grazie a questo film, così come le sue apparizioni a Cannes e in numerosi album fotografici, contribuiscono alla diffusione del bikini. Brigitte è anche una delle prime a esibire, in qualche occasione, il monokini. In Francia, dove il topless è già allora abbastanza comune, la cosa non suscita particolare scalpore, ma negli Stati Uniti d'America viene considerata scandalosa. La moda eccentrica degli anni sessanta le si addice tanto da diventare, al pari di Marilyn Monroe e Jackie Kennedy, un soggetto dei dipinti di Andy Warhol.
I suoi film dei primi anni cinquanta sono per lo più storie romantiche poco impegnate, alcune delle quali a sfondo storico, in cui Bardot interpreta spesso la parte di un'ingenua eroina o di una sirena d'amore. Appare in piccole parti in tre film in inglese: Elena di Troia (1956), prodotto dalla Warner Bros., in cui, dopo aver quasi ottenuto la parte di protagonista, appare invece come ancella di Elena; Atto d'amore (1954) e la commedia Dottore in alto mare (1955), accanto a Dirk Bogarde. Dopodiché anche i suoi film in francese vengono distribuiti internazionalmente.

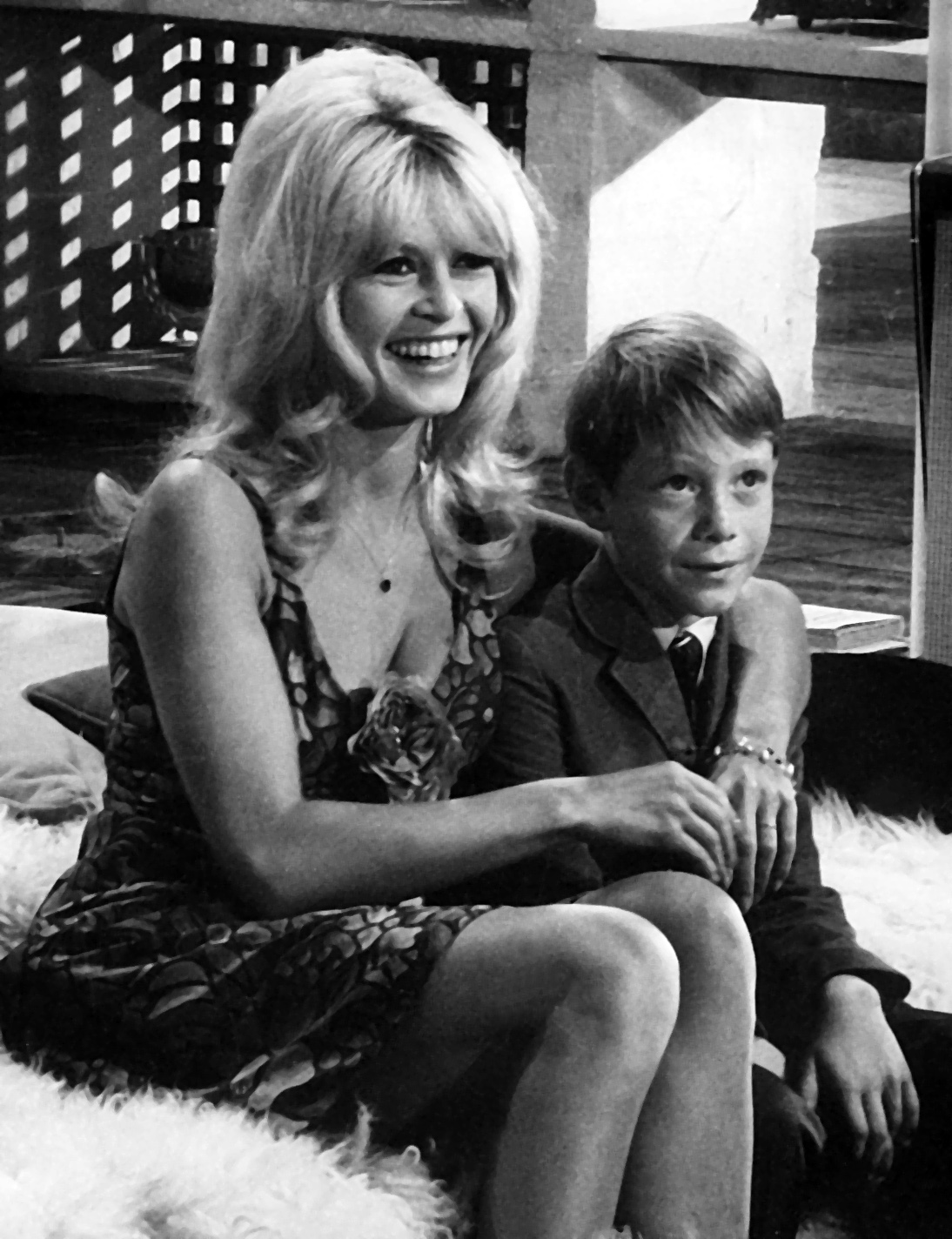
Brigitte Bardot in Erasmo il lentigginoso (1965)

Ma Roger Vadim non è soddisfatto di ciò: in questi anni i registi e le star francesi della Nouvelle Vague sono molto apprezzati a livello internazionale, ed egli pensa che Bardot non sia adeguatamente valorizzata. Cercando di promuoverla come attrice impegnata, la scrittura così in Piace a troppi, dove recita accanto a Jean-Louis Trintignant. Il film, che narra la storia di una disinvolta adolescente che vive in una piccola e rispettabile cittadina, diventa un grande successo internazionale, trasformando l'attrice in una celebrità mondiale. In questo periodo girano voci di una sua relazione con il co-protagonista Trintignant, che poi si riveleranno fondate. Il film, spesso ritenuto, a torto, il suo primo lavoro (in realtà era il diciassettesimo) la lancia nel grande cinema.

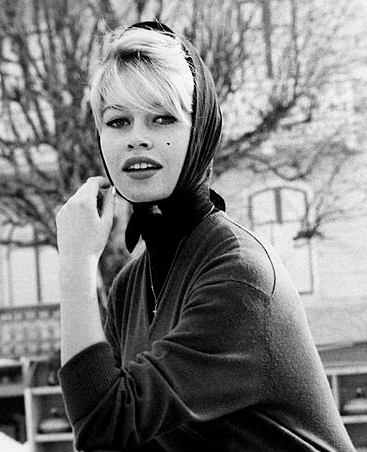
Birigitte Bardot in Italia nel 1958

Vadim le procura inoltre un invito a Hollywood, dove viene giudicata troppo risqué da gestire: il cinema statunitense è ancora sotto le ferree regole del Codice Hays e perciò sono favorite attrici acqua e sapone come Doris Day, che rappresenta la perfetta moglie statunitense, mentre già Jane Russell, che in La linea francese (1953) mostra l'ombelico, viene considerata di aver osato troppo. L'erotismo vellutato di Brigitte Bardot in Mademoiselle Pigalle (1956) va bene al box office, perché chiaramente etichettato come "europeo".
Peraltro la limitata conoscenza dell'inglese da parte di Bardot e il suo forte accento, delizioso alle orecchie degli uomini, non la favoriscono durante il suo soggiorno hollywoodiano. Ad ogni modo, una volta rientrata in Europa, la sua immagine pubblica ne trae giovamento, e quando, all'inizio degli anni sessanta, Hollywood cede per qualche tempo il passo, Brigitte Bardot viene indicata come dea del sesso del decennio. Questo è anche un periodo di disaccordi sulla direzione da dare alla sua carriera: i suoi film acquistano spessore, ma ciò la sottopone a una maggiore pressione, dal momento che, pur inseguendo l'approvazione della critica, gran parte del mondo continua a vedere in lei una modella glamour.
La verità (1960), diretto da Henri-Georges Clouzot, si rivela un film doloroso ma al contempo molto importante per la sua carriera. Durante la lavorazione trascura la famiglia (il marito malato e il figlio appena nato), il regista si rivela molto esigente nei suoi confronti e lei inizia una relazione con il protagonista Sami Frey. Tutto questo influisce sulla sua recitazione anche perché il suo personaggio ha diversi punti in comune con lei, soprattutto l'assoluta voglia di libertà che il mondo benpensante borghese vuole soffocare. Poco dopo la fine delle riprese tenta il suicidio. Il film comunque si rivela un grande successo e la sua interpretazione molto apprezzata dalla critica e dal pubblico.
Vita privata (1961), diretto da Louis Malle, contiene più di un elemento autobiografico. La scena in cui, rincasando, il personaggio interpretato da Bardot incontra una signora di mezz'età che la insulta, è basato su un episodio realmente accaduto, e getta una luce sugli aspetti meno noti della celebrità a metà del XX secolo. Poco tempo dopo, Brigitte Bardot si ritira nel Sud della Francia e in quel periodo tenta il suicidio, ma nei primi anni sessanta, in piena rivoluzione sessuale, il suo stile di vita appare più normale e la pressione su di lei comincia ad attenuarsi.
Nel 1965 appare nel ruolo di sé stessa nel film Erasmo il lentigginoso (Dear Brigitte), a fianco di James Stewart. Nel corso degli anni sessanta, compare in film patinati come Viva Maria! (1965) e muove i primi passi nella musica pop, vivendo fino in fondo il suo ruolo di icona femminile. Nel 1974, appena prima del suo quarantesimo compleanno, Brigitte Bardot annuncia il suo ritiro dalle scene, dopo aver girato più di cinquanta film e inciso diversi album discografici. Nello stesso anno posa nuda sul numero di settembre dell'edizione italiana di Playboy.

### Musica

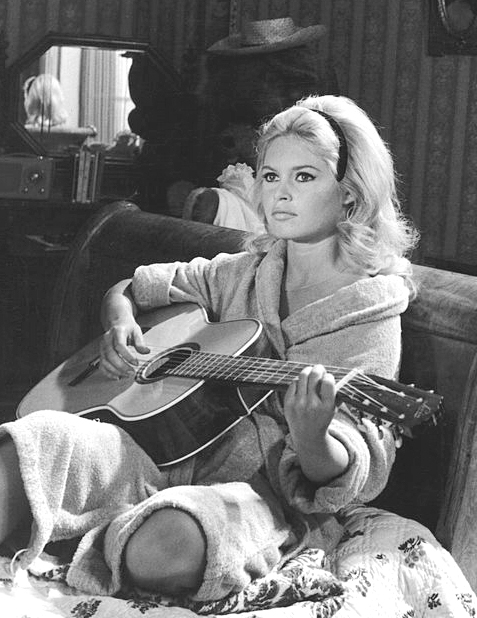
Brigitte Bardot nel 1962

A partire dal 1962 Brigitte Bardot inizia ad affiancare alla carriera cinematografica anche quella di cantante, pubblicando svariati singoli e album. Nel 1967 collabora con Serge Gainsbourg, il quale scrive per lei alcune canzoni, comprese Bonnie and Clyde, Comic Strip e Je t'aime... moi non plus. Quest'ultimo brano viene scritto da Gainsbourg in una notte assieme a Bonnie and Clyde, per esaudire la richiesta di Bardot che voleva "la più bella canzone d'amore" che lui potesse immaginare. La canzone viene registrata dai due nell'inverno del 1967, durante la loro breve relazione, e trasmessa solamente una volta da radio Europe 1 suscitando scandalo. Gunter Sachs, a cui giunge voce della cosa, va su tutte le furie e minaccia un'azione legale, cosa che spinge Bardot a chiedere a Gainsbourg di non pubblicare il brano, che uscirà solamente nel 1986 in una versione remixata. Un anno più tardi la canzone viene nuovamente registrata da Gainsbourg con la sua nuova compagna, Jane Birkin e diviene un censuratissimo successo planetario.

### Attivismo
A partire dal 1962, e maggiormente dal suo abbandono del cinema avvenuto nel 1972, Bardot si afferma come attivista dei diritti degli animali. Nel 1962 interviene in una trasmissione televisiva denunciando i maltrattamenti subiti dagli animali da macello e diviene vegetariana. Nel 1986 istituisce la Fondazione Brigitte Bardot per il Benessere e la Protezione degli Animali che finanzia con 3 milioni di franchi raccolti vendendo all'asta i suoi gioielli e altri oggetti personali. È una delle più influenti attiviste dei diritti degli animali, nonché tenace oppositrice al consumo della carne di cavallo.
Bardot inoltre sostiene l'organizzazione per la protezione della vita marina Sea Shepherd, sin dalla sua creazione. In suo onore Sea Shepherd ha nominato una sua imbarcazione Brigitte Bardot.

### Altre attività
Nel 1996 pubblica il libro autobiografico Initiales B.B. (il titolo è ispirato all'omonima canzone di Serge Gainsbourg), in Italia pubblicato con il titolo Mi chiamano B.B., in cui racconta la sua vita, la sua carriera di attrice, i suoi amori e il rapporto conflittuale con la stampa da cui si sentiva letteralmente assediata. Nel 2011 B.B. vende il suo nome per una linea di abiti.

### Politica
Brigitte Bardot si è sempre dichiarata di destra e negli anni sessanta ha votato e sostenuto Charles de Gaulle.
Il suo quarto marito, Bernard d'Ormale, è un attivista del Fronte Nazionale (oggi Rassemblement National). Bardot, nel 2004, a seguito di una domanda relativa all'impegno politico del marito, ha dichiarato:
«Mio marito ha il diritto di pensare come vuole. Ha il diritto di fare ciò che vuole. Non comincerò a dominare le sue opinioni. Io ho le mie, che sono completamente diverse dalle sue. Sono di destra, si sa. Ma non sono del Fronte Nazionale, anche se mi si taccia d'essere fascista, nazista, camicia nera...»
Nel 2010 è stata vicina alla candidatura alla Presidenza della Repubblica per il movimento Alliance écologiste.
Al ballottaggio delle elezioni presidenziali del 2017 ha pubblicamente invitato a votare il candidato del Fronte Nazionale Marine Le Pen, che aveva in precedenza già sostenuto e denominato "moderna Giovanna d'Arco", contro il candidato centrista Emmanuel Macron.
In occasione delle elezioni europee del 2019 ha supportato il Partito Animalista.

## Vita privata

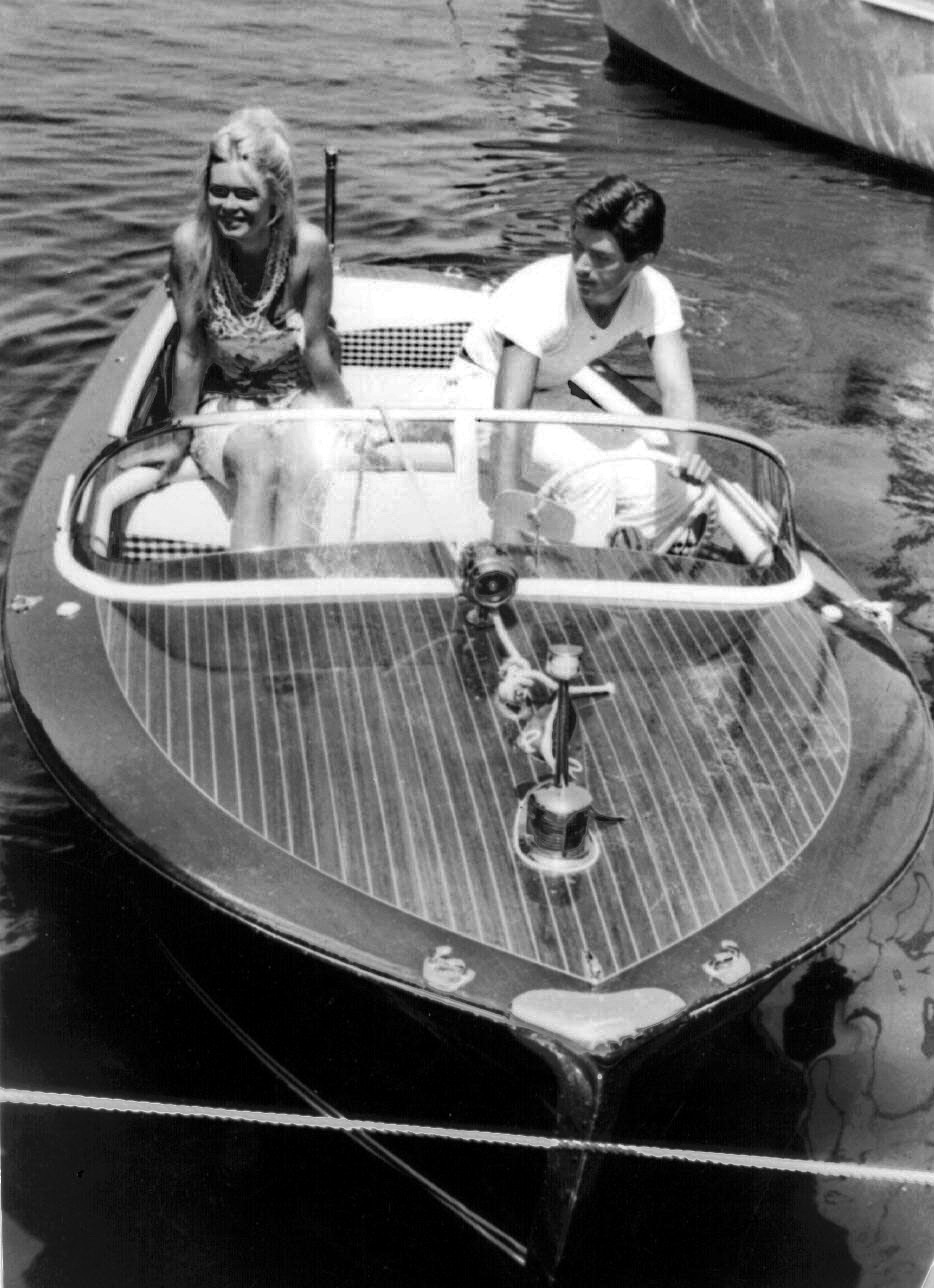
Brigitte Bardot con Sami Frey, a Saint-Tropez, nel 1963

All'età di sedici anni conosce e inizia una relazione con il regista Roger Vadim, che sposa nel 1952 e con il quale vive una romantica storia d'amore per alcuni anni. Separata da Vadim, nel 1956 inizia una relazione con l'attore Jean-Louis Trintignant. Nello stesso periodo l'attore francese è costretto a svolgere il servizio di leva, cosa che complicherà i rapporti tra i due.
La relazione ha termine nel 1957 e nello stesso anno avverrà anche il divorzio da Vadim, in seguito Bardot ha una relazione segreta prima con il cantante Gilbert Bécaud – che però i due vivono in modo estremamente complicato, vedendosi di nascosto, per evitare lo scandalo, dal momento che Bécaud è sposato e non vuole compromettere la sua unione – e poi con l'attore Raf Vallone. Nell'estate del 1958 Brigitte Bardot conosce e inizia una relazione con Sacha Distel. La relazione, seguita da vicino dalla stampa scandalistica, frutterà a Distel una grossa pubblicità che contribuirà a lanciarlo nel mondo della canzone.
Durante la lavorazione di Babette va alla guerra, Brigitte Bardot inizia una relazione con l'attore Jacques Charrier, con il quale convola a nuove nozze il 18 giugno 1959 e dal quale ha, nel 1960, il suo unico figlio, Nicolas-Jacques Charrier, che lei inizialmente rifiuta e con cui ha un rapporto difficile, affidandolo subito a una nutrice. Il matrimonio e la nascita del figlio vengono costantemente seguiti dai paparazzi, e l'assedio da parte di fotografi e giornalisti avrà ripercussioni anche nella vita privata dell'attrice, provocando molteplici tentativi di suicidio, avvenuti tra la fine degli anni cinquanta e i primi anni sessanta. Durante le riprese del film La verità inizia una relazione con l'attore Sami Frey, e in seguito Charrier chiederà il divorzio, che avverrà nel 1962.
Nel 1966 si sposa con il ricchissimo playboy tedesco Günter Sachs, unione che avrà termine nel 1969. Prima della fine del suo rapporto, l'attrice ha una intensa relazione con il cantautore Serge Gainsbourg e, nell'estate del 1968, con l'attore e playboy italiano Gigi Rizzi. Successivamente al divorzio da Günter Sachs, passeranno molti anni prima che Brigitte contragga una nuova storia d'amore; si sposa per la quarta volta soltanto nel 1992 con un esponente politico del Fronte Nazionale, Bernard d'Ormale, con il quale ha vissuto il più duraturo dei suoi matrimoni.

Brigitte Bardot nel 2002

## Controversie

### Accuse di omofobia
Nel libro Un grido nel silenzio del 2003, la Bardot depreca i "nuovi atteggiamenti" di alcuni omosessuali, che ritiene ridicoli e decadenti, definendoli "fenomeni da baraccone". In una lettera inviata a una rivista gay francese, Bardot si difende dalle accuse di omofobia scrivendo che «a parte mio marito, che potrebbe anche diventarlo un giorno, io vivo circondata da omosessuali. Per anni sono stati il mio sostegno, i miei amici, i miei figli adottivi e i miei confidenti».
Nel 2013 ha dichiarato di non essere contro i gay e di non voler essere confusa con un'attivista dal nome simile, Frigide Barjot, nota per gli attacchi contro il matrimonio omosessuale.

### Antislamismo
Alcune sue opinioni espresse nel libro Un grido nel silenzio, pubblicato nel 2003, relative all'uccisione rituale dei montoni tramite sgozzamento secondo la procedura halal, furono giudicate razziste e offensive verso i musulmani ed è stata pertanto contestata. Ha comunque espresso analoghe opinioni sulla macellazione ebraica kosher shechitah.
Nel 2001 fu condannata a una multa equivalente a 4000 euro per "istigazione all'odio e alla violenza razziale" quando in "Una lettera aperta alla mia Francia perduta", pubblicata nel libro Le carré de Pluton (1999), aveva attaccato l'immigrazione islamica, lo sgozzamento dei montoni per l'Aid el Kebir, oltre al gran numero di moschee esistenti in Francia "mentre i campanili tacciono per mancanza di parroci". Lo stesso testo, pubblicato su le Figaro il 26 aprile 1997, le era costato altre due multe, equivalenti di 1 500 euro e di circa 3 000 euro.
Il 10 giugno 2004 Brigitte Bardot viene condannata da una corte francese, per "incitamento all'odio razziale", al pagamento di una multa di € 5 000. Nel 2008 Bardot viene nuovamente condannata dal giudice Nicolas Bonnal (l'accusa aveva chiesto due mesi di carcere con la condizionale) al pagamento di una multa di 15 000 euro per istigazione all'odio verso la comunità musulmana. In particolare, vengono condannati i passaggi relativi all'"islamizzazione della Francia" e alla "sotterranea e pericolosa penetrazione dell'Islam" (la comunità musulmana francese, con 5 milioni di persone, è la più grande d'Europa).
Nel maggio 2003 il MRAP (Mouvement contre le Racisme et pour l'Amitié entre les Peuples - Movimento contro il Razzismo e per l'Amicizia fra i Popoli) annunciò che avrebbe citato in giudizio la Bardot per tali prese di posizione, e una seconda organizzazione, la Ligue des Droits de l'Homme (Lega dei Diritti dell'Uomo), fece sapere di stare anch'essa valutando la possibilità di azioni legali.

### Autobiografia
Nel 1996 venne citata in tribunale dall'ex marito Jacques Charrier e dal figlio Nicolas-Jacques per alcuni contenuti del libro autobiografico Mi chiamano B.B. nel quale avrebbe descritto l'ex coniuge come un bruto e alcolizzato e, relativamente al figlio, raccontando che avrebbe voluto abortire.

### COVID-19
Nel 2021 la Bardot dichiara di ritenere la pandemia di COVID-19 "un'autoregolazione demografica", in quanto la Terra sarebbe eccessivamente popolata e sfruttata.

### Abitanti dell'Isola di Réunion
È stata condannata a pagare 20 000 euro di multa per alcune dichiarazioni pubbliche sugli abitanti dell'Isola di Réunion: a seguito della sua lunga esperienza da attivista per la difesa degli animali aveva ricevuto numerose lettere che denunciavano "la barbarie degli abitanti della Réunion sugli animali" e aveva quindi deciso di intervenire scrivendo al prefetto dell'isola una lettera aperta, pubblicata anche su diverse testate, denunciando gli "autoctoni che hanno ancora i loro geni selvaggi" e paragonando l'isola all'isola del Diavolo con "una popolazione degenerata ancora impregnata di tradizioni barbare".

## Influenze e omaggi

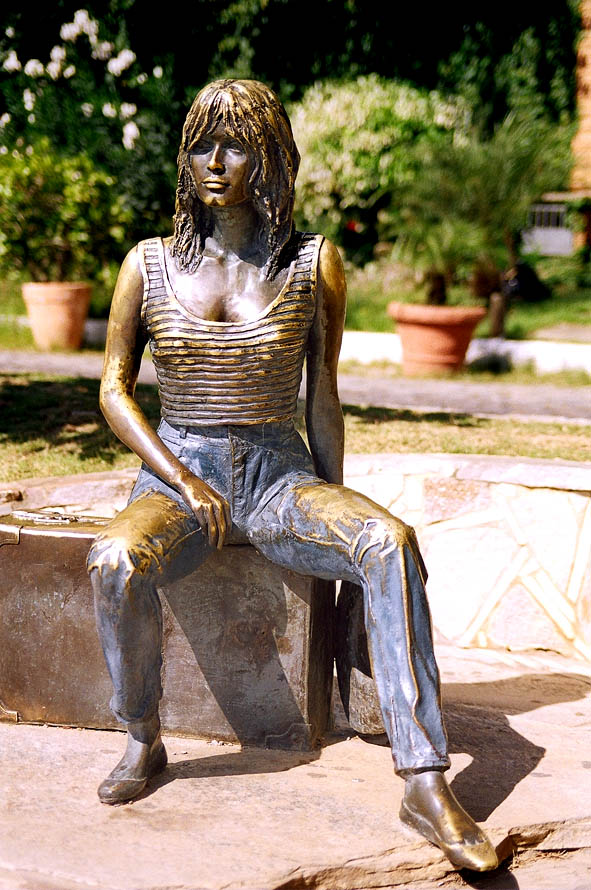
Statua di Brigitte Bardot di Christina Motta ad Armação dos Búzios (Brasile)

### Arte
- Nel 1970 lo scultore Alain Gourdon si è ispirato a Brigitte Bardot per la realizzazione di un busto di Marianne, l'emblema nazionale francese.
- Nel 1974, cinque anni dopo il divorzio, Gunter Sachs, ex marito di Brigitte Bardot, commissionò ad Andy Warhol un ritratto della diva. Il quadro, stimato quasi 5 milioni di euro, è stato venduto all'asta nel 2012 da Sotheby's, a Londra.[28]
- Una statua in bronzo che ritrae Brigitte Bardot, realizzata dalla scultrice Christina Motta, è presente ad Armação dos Búzios, nello stato di Rio de Janeiro, in Brasile.[29]
- Il 28 settembre 2017 è stato inaugurato a Saint-Tropez un monumento a lei dedicato in occasione del suo 83º compleanno. La statua, in bronzo, è ispirata a un acquerello della Bardot di Milo Manara, selezionato tra tante altre opere dalla stessa attrice, e realizzata dalla fonderia artistica Mariani di Pietrasanta, in provincia di Lucca.[30][31]

### Ferrovia
- Le locomotive del Gruppo 363 delle Ferrovie Slovene SŽ sono soprannominate "Brižita" in onore di Brigitte Bardot per via del loro frontale sinuoso.
- Le locomotive ceche e slovacche dei gruppi 749, 751 e 752 sono soprannominate "Bardotka" in onore dell'attrice francese.

### Fumetto
- Il disegnatore Jean-Claude Forest si è ispirato alla Bardot per il suo personaggio Barbarella.
- Guille (Nando negli adattamenti italiani), il fratellino di Mafalda, la bimba contestatrice creata dal grande fumettista Quino, nutre uno smisurato amore per Bardot.
- Il disegnatore Sandro Angiolini si è ispirato a Brigitte Bardot per realizzare l'eroina del fumetto erotico Isabella.
- Il disegnatore Nik Guerra si è ispirato a Brigitte Bardot per disegnare alcuni episodi a fumetti della bionda sexy-pistolera Djustine, creata da Enrico Teodorani.

Brigitte Bardot in Brasile, 1964

- Milo Manara ha dedicato a Brigitte Bardot una serie di 25 acquerelli, approvati e firmati dalla stessa attrice. Gli acquerelli sono stati prima esposti e poi venduti all'asta a Parigi il 12 giugno 2016.[32][33]

### Moda e costume
- Nella moda la scollatura "Bardot" (a collo largo aperto, che espone entrambe le spalle), prende il nome da lei. Bardot ha reso popolare questo stile, che è usato specialmente per golf lavorati a maglia e maglioni, ma anche per magliette e vestiti.
- Brigitte Bardot ha portato nella moda anche la pettinatura a "nido d'api", la cosiddetta choucroute, e gli abiti di percalle, dopo aver indossato un vestito a quadretti rosa, progettato da Jacques Esterel, al suo matrimonio con Charrier.
- Oltre ad aver reso famoso il bikini, l'ormai comunissimo costume da bagno a due pezzi, Brigitte ha anche fatto conoscere al pubblico le città di Saint-Tropez e Armação dos Búzios, in Brasile, dopo che lei e il suo fidanzato, il musicista brasiliano Bob Zagury, le avevano visitate nel 1964.
- La prima mostra ufficiale riguardante il mito Bardot è stata aperta a Boulogne-Billancourt il 29 settembre 2009, il giorno dopo il suo 75º compleanno.[34]

### Musica

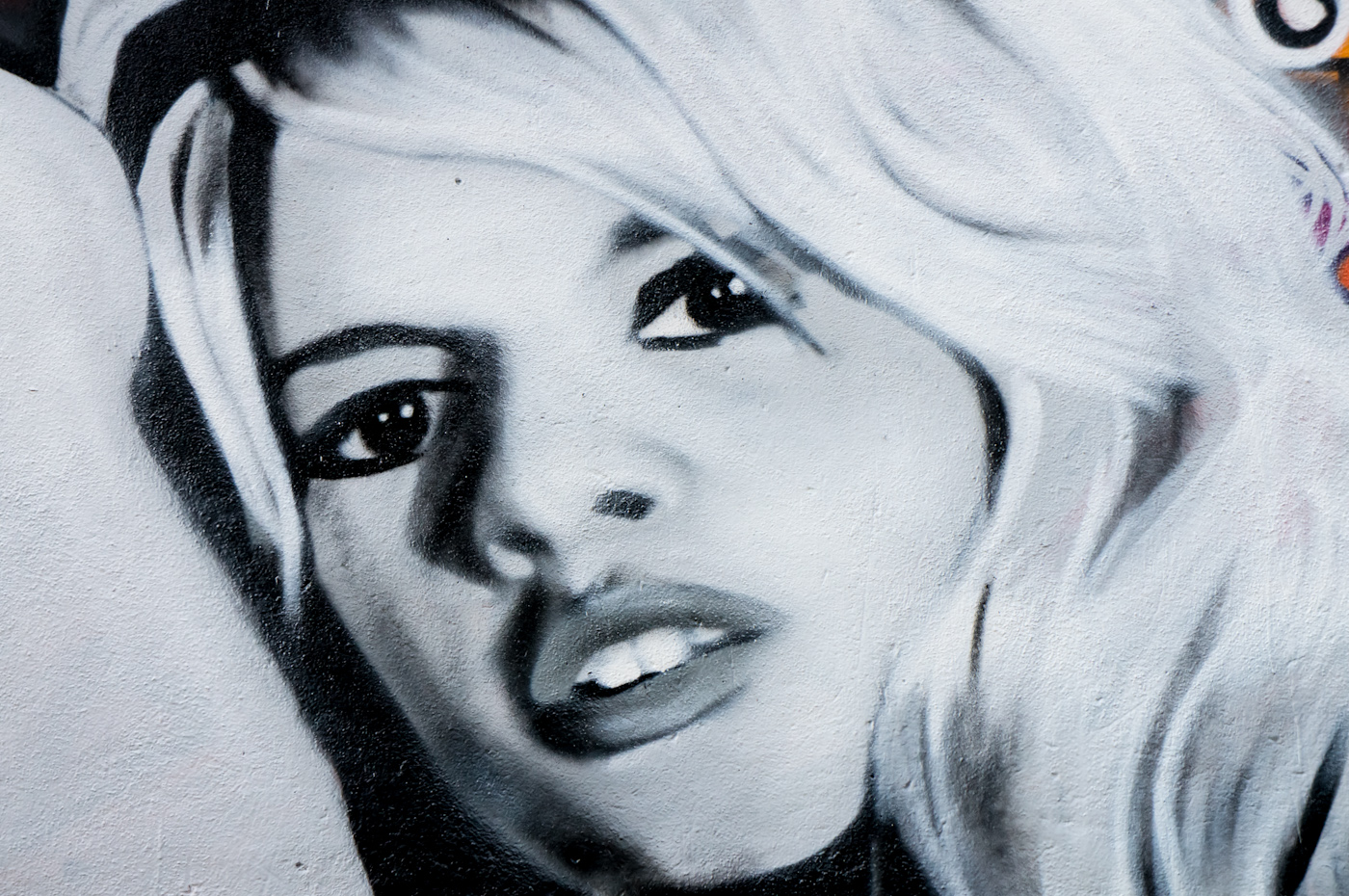
Graffito del 2012 ritraente Brigitte Bardot a Lisbona

- Nel 1960 Miguel Gustavo dedica all'attrice la celebre canzone Brigitte Bardot, cantata da Jorge Veiga (il cui ritornello recita Brigitte Bardot Bardot/Brigitte beijou beijou, in portoghese, cioè «Brigitte Bardot Bardot/Brigitte baciò baciò»), nel 1978 citata all'interno del medley Disco samba del trio belga Two Man Sound.
- Secondo le note di copertina del suo primo omonimo album del 1962, il musicista Bob Dylan ha dedicato la sua prima canzone proprio a lei, Brigitte; e ha anche menzionato il suo nome nella canzone I Shall Be Free, apparsa sul suo secondo album The Freewheelin' Bob Dylan del 1963.
- Nel 1968, all'indomani della loro separazione, Serge Gainsbourg dedica all'attrice francese la canzone Initials B.B., contenuta nell'album omonimo.
- Nel 1972 Claudio Baglioni la nomina all'interno della sua canzone Porta Portese.
- Nel 2012 il cantautore Franco Ricciardi omaggia Brigitte Bardot con un singolo, contenuto nell'album Autobus.
- Nel 1972 viene citata dal cantautore Elton John all'interno della canzone I Think I'm Gonna Kill Myself, presente nell'album Honky Chateau.

### Bardot e i Beatles
- La prima moglie di John Lennon, Cynthia Powell, nella sua autobiografia A Twist of Lennon ricorda di essersi schiarita i capelli per assomigliare a Brigitte, e che George Harrison faceva paragoni tra Brigitte e la sua prima moglie, la modella Pattie Boyd.
- John Lennon e Bardot si sono incontrati di persona una sola volta, nel 1968 presso l'Hotel Mayfair, grazie all'addetto stampa dei Beatles, Derek Taylor; ma John, nervoso, aveva assunto LSD prima di arrivare, e non fece una bella impressione alla star (John, in un libro di memorie, ha ricordato: "ero sotto l'effetto dell'acido, e lei stava uscendo").

## Filmografia

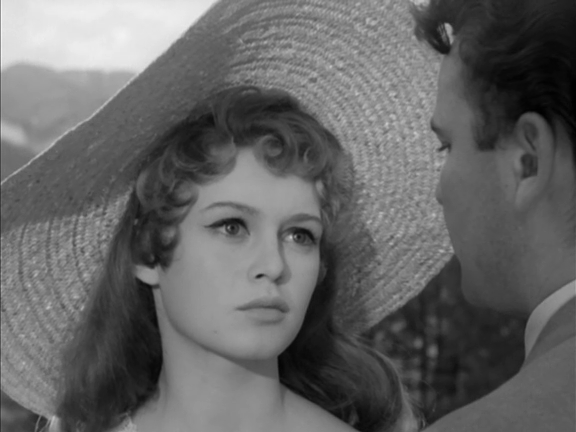
Brigitte Bardot in Tradita (1954)

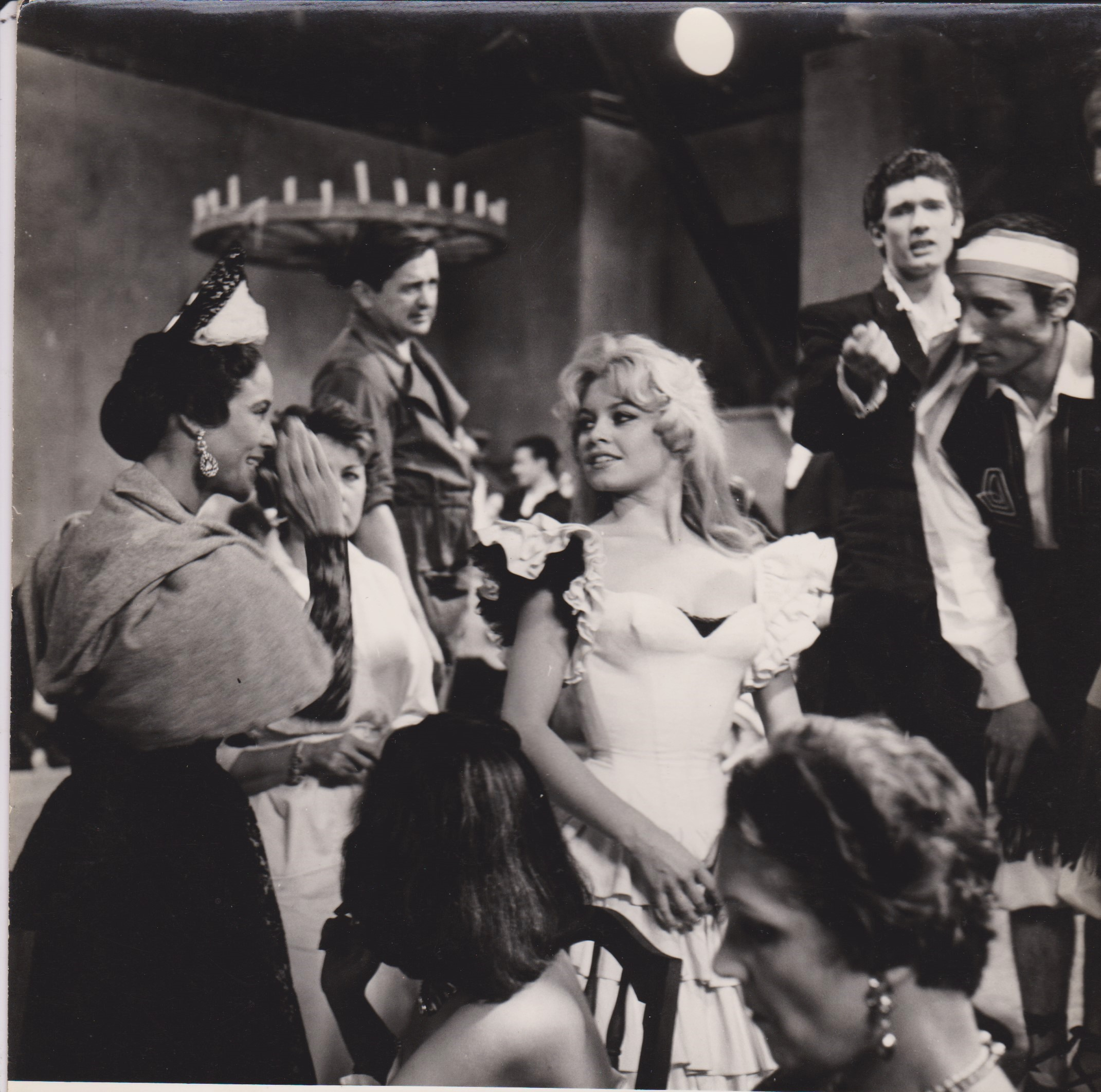
Brigitte Bardot in Femmina (1959)

- Le Trou normand, regia di Jean Boyer (1952)
- Manina ragazza senza veli (Manina, la fille sans voiles), regia di Willy Rozier (1952)
- I denti lunghi (Les dents longues), regia di Daniel Gélin (1953) - non accreditata
- Le portrait de son père, regia di André Berthomieu (1953)
- Atto d'amore (Un acte d'amour), regia di Anatole Litvak (1953)
- Versailles (Si Versailles m'était conté), regia di Sacha Guitry (1954) - non accreditata
- Tradita, regia di Mario Bonnard (1954)
- Il figlio di Caroline chérie (Le fils de Caroline chérie), regia di Jean-Devaivre (1955)
- Ragazze folli (Futures vedettes), regia di Marc Allégret (1955)
- Un dottore in altomare (Doctor at Sea), regia di Ralph Thomas (1955)
- Grandi manovre (Les grandes manoeuvres), regia di René Clair (1955)
- I tuoi occhi bruciano (La lumière d'en face), regia di Georges Lacombe (1955)
- Elena di Troia (Helen of Troy), regia di Robert Wise (1956)
- Mademoiselle Pigalle (Cette sacrée gamine), regia di Michel Boisrond (1956)
- Mio figlio Nerone, regia di Steno (1956)
- Miss spogliarello (En effeuillant la marguerite), regia di Marc Allégret (1956)
- La sposa troppo bella (La mariée est trop belle), regia di Pierre Gaspard-Huit (1956)
- Piace a troppi (Et Dieu... créa la femme), regia di Roger Vadim (1956)
- Una parigina (Une parisienne), regia di Michel Boisrond (1957)
- Gli amanti del chiaro di luna (Les bijoutiers du clair de lune), regia di Roger Vadim (1958)
- La ragazza del peccato (En cas de malheur), regia di Claude Autant-Lara (1958)
- Femmina (La femme et le pantin), regia di Julien Duvivier (1959)
- Babette va alla guerra (Babette s'en va-t-en guerre), regia di Christian-Jaque (1959)
- Sexy Girl (Voulez vous danser avec moi?), regia di Michel Boisrond (1959)
- Il testamento di Orfeo (Le testament d'Orphée, ou ne me demandez pas pourquoi!), regia di Jean Cocteau (1960) - non accreditata
- La verità (La vérité), regia di Henri-Georges Clouzot (1960)
- A briglia sciolta (La bride sur le cou), regia di Roger Vadim (1961)
- Amori celebri (Amours célèbres), episodio Agnès Bernauer, regia di Michel Boisrond (1961)
- Vita privata (Vie privée), regia di Louis Malle (1962)
- Il riposo del guerriero (Le repos du guerrier), regia di Roger Vadim (1962)
- Il disprezzo (Le mépris), regia di Jean-Luc Godard (1963)
- Bande-annonce de 'Le mépris', regia di Jean-Luc Godard – cortometraggio (1963)
- Una adorabile idiota (Une ravissante idiote), regia di Édouard Molinaro (1963)
- Erasmo il lentigginoso (Dear Brigitte), regia di Henry Koster (1965) - non accreditata
- Viva Maria!, regia di Louis Malle (1965)
- Io, l'amore (À coeur joie), regia di Serge Bourguignon (1967)
- Tre passi nel delirio (Histoires extraordinaires), episodio William Wilson, regia di Louis Malle (1968)
- Shalako, regia di Edward Dmytryk (1968)
- Les femmes, regia di Jean Aurel (1969)
- L'orso e la bambola (L'ours et la poupée), regia di Michel Deville (1970)
- Le novizie (Les novices), regia di Guy Casaril (1970)
- La via del rhum (Boulevard du rhum), regia di Robert Enrico (1971)
- Le pistolere (Les pétroleuses), regia di Christian-Jaque (1971)
- Una donna come me (Don Juan ou Si Don Juan était une femme...), regia di Roger Vadim (1973)
- Colinot l'alzasottane (L'histoire très bonne et très joyeuse de Colinot Trousse-Chemise), regia di Nina Companeez (1973)

## Riconoscimenti
- David di Donatello
  - 1961 – Miglior attrice straniera per La verità[35]

- BAFTA
  - 1967 – Candidatura alla migliore attrice protagonista straniera per Viva Maria![35]

- Bambi
  - 1958 – Candidatura alla miglior attrice internazionale per Piace a troppi[35]

- CinEuphoria Awards
  - 2019 – Premio alla carriera

### Altri premi
- 2007 – Brigitte Bardot viene inserita tra gli Empire's 100 Sexiest Film Stars

## Doppiatrici italiane
- Flaminia Jandolo in Grandi manovre, Miss spogliarello, Piace a troppi, Gli amanti del chiaro di luna, Femmina, Babette va alla guerra, A briglia sciolta, Viva Maria!, Tre passi nel delirio, Shalako
- Fiorella Betti in Mio figlio Nerone, La sposa troppo bella, La ragazza del peccato, Sexy Girl
- Maria Pia Di Meo in La verità, Il disprezzo, Una adorabile idiota, Erasmo il lentigginoso
- Rosetta Calavetta in Tradita
- Rita Savagnone in Vita privata
- Adriana Asti in Il riposo del guerriero
- Melina Martello in Le pistolere

## Discografia parziale

### Album in studio
- 1956 – Et Dieu... créa la femme
- 1963 – Brigitte (pubblicato anche come Brigitte Bardot)
- 1964 – B.B.
- 1968 – Bonnie and Clyde (con Serge Gainsbourg)
- 1968 – Show
- 2004 – Brigitte Bardot

### Singoli
- 1962 – Sidonie/Theme from "A very private affair"
- 1962 – Vie privée
- 1963 – L'appareil à sous
- 1964 – Ca pourrait changer/Je danse donc je suis
- 1964 – Un jour comme un autre/Ciel de lit
- 1964 – Bubble Gum
- 1964 – Bande originale du film Viva Maria! (con Jeanne Moreau)
- 1965 – Invitango
- 1965 – Une histoire de plage
- 1965 – Moi Je Joue
- 1966 – Le soleil
- 1966 – Mr. Sun/Gang Gang
- 1966 – Harley Davidson/Contact
- 1967 – A choer joie
- 1968 – Bonnie and Clyde/Comic Strip/Bubble Gum (con Serge Gainsbourg)
- 1968 – Ce n'est pas vrai
- 1968 – Harley Davidson/Mister Sun
- 1969 – La fille de paille/Je voudrais perdre la mémoire
- 1970 – Mon leopard et moi/Depuis tu m'as quittee
- 1970 – Tu veux ou tu veux pas/John et Michael
- 1971 – Bande originale du film Boulevard Du Rhum (con Guy Marchand)
- 1974 – Moi je joue/Мой Ход
- 1984 – Toutes les bêtes sont à aimer/La chasse
- 1986 – Je t'aime... moi non plus/Bonnie and Clyde (con Serge Gainsbourg)

## Opere
- Mi chiamano B.B., Bompiani Editore, 1997, ISBN 88-452-3092-9.
- (FR) Un cri dans le silence, Éditions du Rocher, 2003.